# 戈夫鎮區 (堪薩斯州戈夫縣)
戈夫鎮區（英語：Gove Township）為美國堪薩斯州戈夫縣轄下的鎮區。2010年美国人口普查中此鎮區人口有173人。

## 地理
戈夫鎮區涵蓋總面積為301.2平方（116.30平方英里），其中陸地面積為301.2平方（116.30平方英里），水域面積為0平方（0.00平方英里）或0.00%。海拔高度847（2,779英尺）。

## 人口統計
根據2010年美國人口普查，戈夫鎮區人口有173人，其中男性有86人，女性有87人，人口密度為每平方公里0.57人，住房計109戶。鎮區內的白人有166人，非裔美國人有0人，美洲原住民有0人，亞裔美國人有0人，太平洋島裔美國人有0人，其他種族有3人，混血種族則有4人。此外鎮區內有5人為西班牙裔或拉丁裔美國人。此鎮區之年齡中位數為47.9歲，而男性年齡中位數為47.0歲，女性年齡中位數為50.3歲。

## 交通

### 主要公路
- 23號堪薩斯州州道